# Acumulació compulsiva
|  | No s'ha de confondre amb Síndrome de Diògenes. |

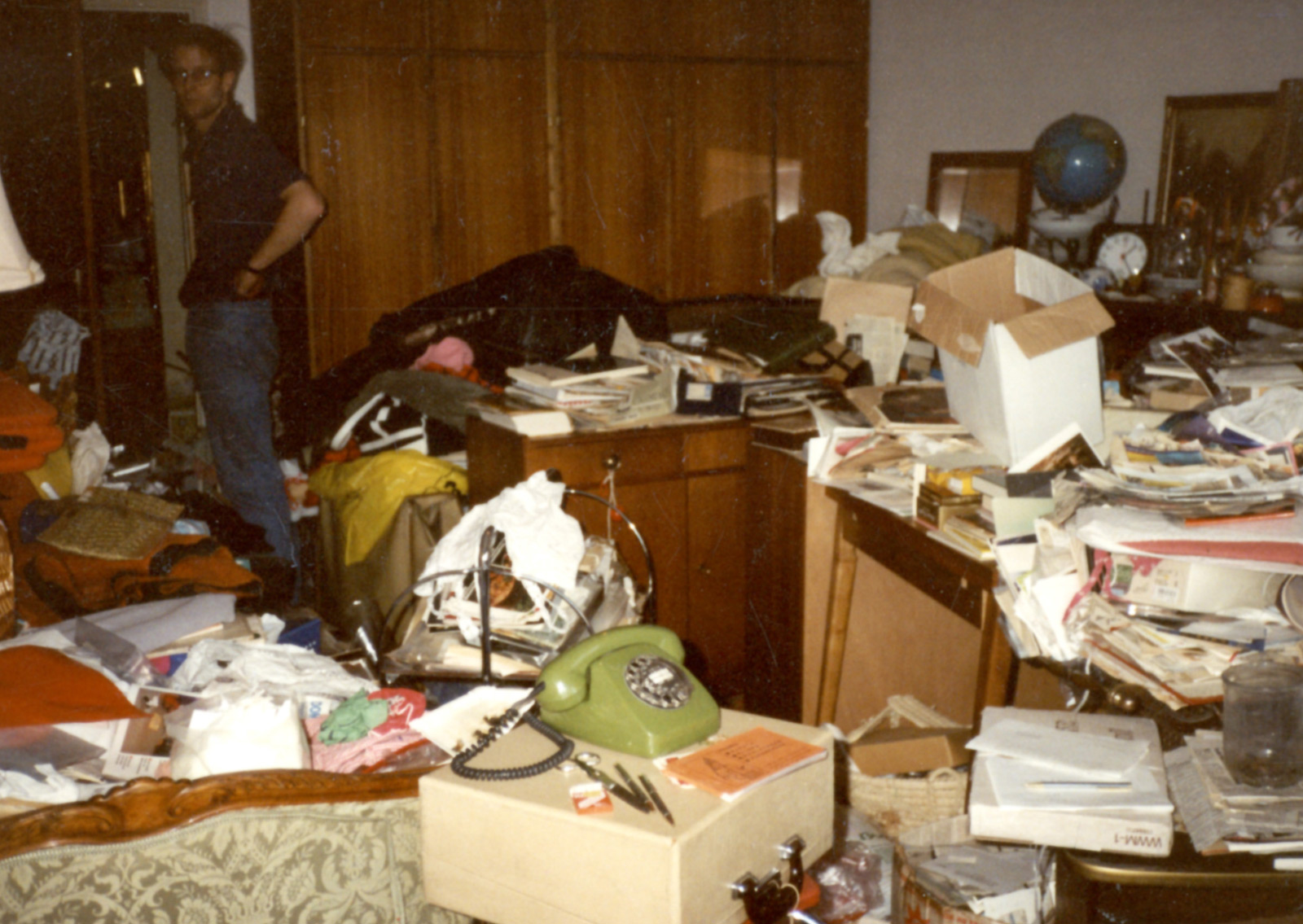
Casa d'un acumulador compulsiu

La síndrome d'acumulació compulsiva —també coneguda com la síndrome d'acumulació obsessiva, trastorn per acumulació o disposofòbia — és un trastorn psicològic caracteritzat per la tendència a l'acumulació d'articles o objectes d'una forma excessiva, en referència a quantitats socialment acceptades i la incapacitat per desfer-se’n, fins i tot si els objectes des d'un punt de vista objectiu no tenen valor o són perillosos o insalubres. Aquesta acumulació compulsiva pot afectar la mobilitat dins l'habitatge i interferir amb les activitats bàsiques com cuinar, netejar, descansar, dormir i l'ús d'instal·lacions sanitàries.
La síndrome representa una inclinació excessiva cap a aquestes possessions, fins al punt que les persones afectades s'incomoden si altres toquen les seves coses, o els angoixa la idea de rebutjar o separar-se d'aquestes mateixes coses, per raó d'una necessitat subjectiva de guardar-les o aprofitar-les en un futur. Una persona amb trastorn d'acumulació experimenta angoixa davant de tal idea i com a resultat es produeix una acumulació excessiva d'articles, independentment del seu valor real o sentimental.
No està del tot clar si la síndrome d'acumulador compulsiu és un trastorn aïllat o es combina amb altres problemes com el trastorn obsessiu-compulsiu o la síndrome de Diògenes. La presència d'aquest trastorn s'estima de l'ordre del 2 al 5 % en adults, encara que és probable que s'elevi amb els informes de paranoies i esquizofrènies obsessiu-compulsives

## Sinònims
- Trastorn per acumulació
- Síndrome d'acumulació compulsiva
- Acumulació compulsiva
- Acumulació obsessiva
- Disposofòbia

## Característiques

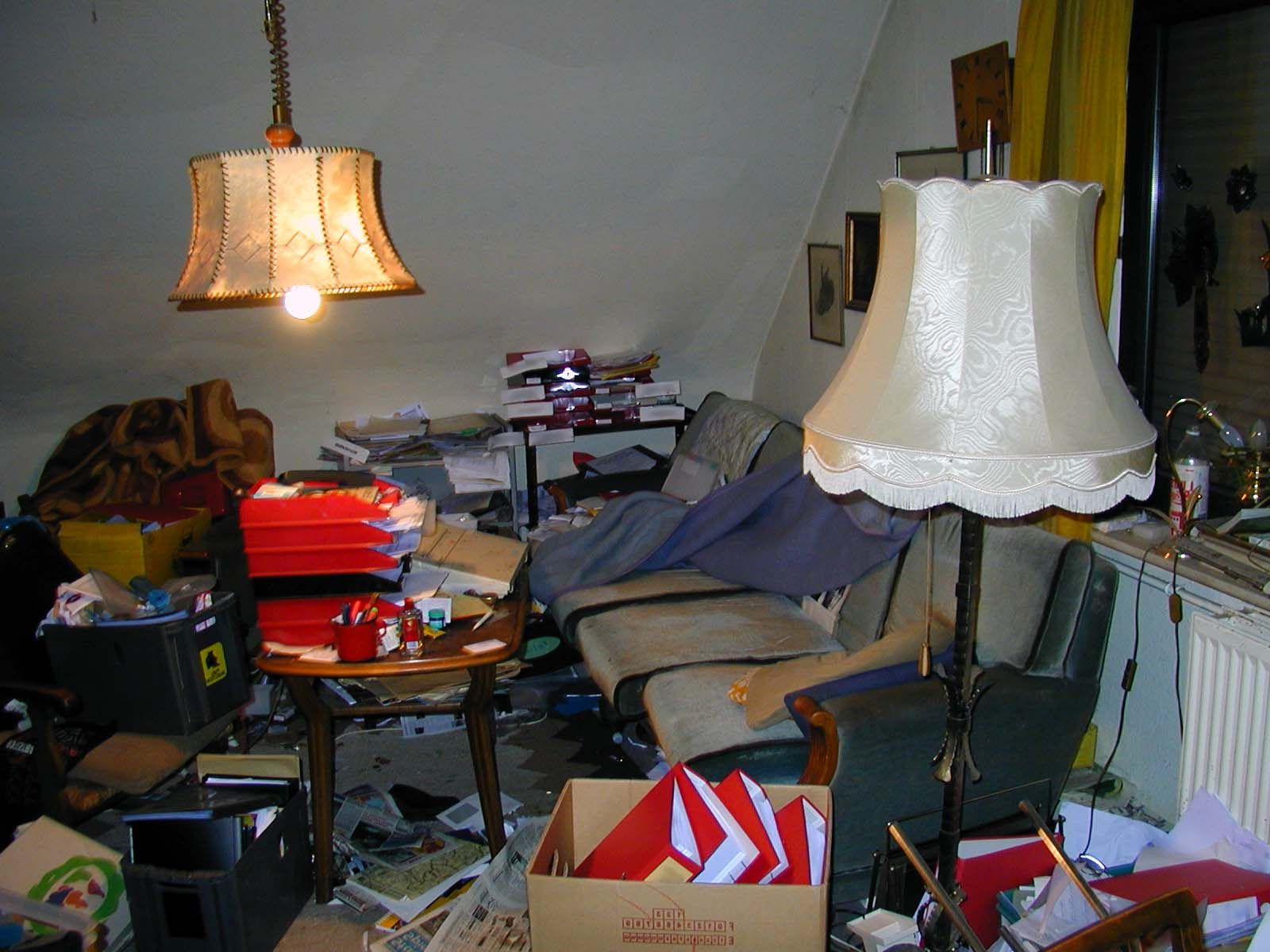
Exemple d'un habitatge a Alemanya

No és possible especificar amb claredat les característiques d'aquest trastorn amb base a criteris de diagnòstic acceptats. D'acord amb Frost i Hart (1996), se’n poden enumerar les següents característiques:
D'acord amb el Dr. Sanjaya Saxena, director del programa de Trastorns Obsessius-Compulsius a la Universitat de Califòrnia a Sant Diego, l'acaparament compulsiu en la pitjor de les seves manifestacions pot portar el pacient a causar incendis, a viure en condicions totalment insalubres —incloent-hi possibles infestacions amb rosegadors i paneroles—, lesionar-se en posar-se sobre objectes punxants o tallants i altres perills imminents per a la salut i la seguretat. Tendència a la impossibilitat o fins i tot la impossibilitat de tornar coses deixades; i en sobrepassar barreres socials, l'impuls de possessió pot portar a robar objectes (cleptomania).
L'acumulador compulsiu estima que els objectes que acumula tenen valor. Aquests són conscients que alguns objectes que acumula són inútils o es troben en mal estat i fins i tot alguns podrien considerar-se escombraries, però tot i així vol conservar-los, o bé els atribueix un gran valor emocional. L'acumulació compulsiva en les seves pitjors formes pot provocar incendis, condicions insalubres —tals com plagues de rates i paneroles— o causar altres problemes de salut i seguretat. Les persones amb trastorn d'acumulació sovint no ho veuen com un problema, fet que en fa més difícil el seu tractament. Viuen en espais amb un desordre tal que els impedeix dur-hi a terme les activitats per a les quals van ser dissenyats.

## Nivells de la síndrome
Hi ha diversos nivells de la síndrome d'acumulació:
- Nivell Un (Tipus 1): la llar és neta, habitable i l'acumulació no és excessiva i es troba continguda en un ambient. Potser hi ha olors ocasionals d'animals domèstics, i podria haver-hi alguna evidència de plagues o invasió de formigues. Totes les portes i escales de la casa són accessibles.
- Nivell Dos (Tipus 2): el desordre i l'acumulació s'estenen a dos o més ambients; un o més electrodomèstics no funcionen; hi ha menys neteja i es presenten lleugers olors desagradables; es veu floridura (de lleugera a mitjana) en cuines i banys, i sobre les superfícies de preparació d'aliments. A part d'això, hi ha olors provinents de les mascotes, i evidències de femta i orina.
- Nivell Tres (Tipus 3): el desordre i l'acumulació s'estenen del terra al sostre, incloent-hi àrees a l'aire lliure. Dos o més electrodomèstics no funcionen. La higiene de les mascotes s'ha descuidat, hi ha femta i orina animals. Hi ha pols excessiva, llençols bruts i no hi ha evidència que s'hagi escombrat o aspirat recentment. La zona de preparació d'aliments és molt bruta i les escombraries fan pudor. Hi ha olors desagradables per tota la casa. El desordre interior bloqueja l'accés a finestres o portes, el dormitori o la cambra de bany no són totalment utilitzables per al seu propòsit.
- Nivell Quatre (Tipus 4): l'acumulació s'estén a través de la residència, es presenten danys estructurals com fuites o finestres trencades, cambres de bany inutilitzables i infestació de plagues. El dormitori és inutilitzable, hi ha descomposició d'aliments i conserves velles, no hi ha utensilis nets a la cuina. Hi ha floridura i fongs en diversos llocs de la residència. Hi ha (diverses) mascotes en males condicions higièniques.
- Nivell Cinc (Tipus 5): l'acumulació i la desatenció personal porten a un caos tal com habitar sense serveis bàsics, pot haver-hi femta humana, les mascotes representen un perill sanitari, hi ha danys estructurals a la residència. Algunes persones han de deixar el seu habitatge, ja que no queda espai per a ells.

## Símptomes i comportaments

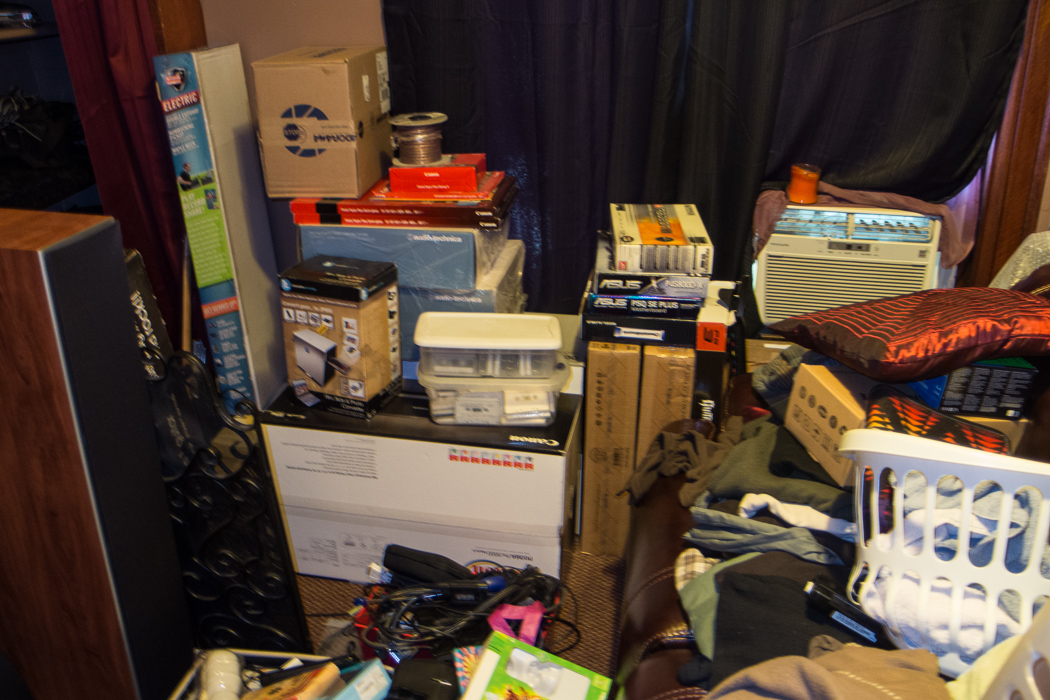
Exemple d'acumulació d'articles nous, sense obrir.

- Amuntegament d'objectes: l'adquisició i la impossibilitat de llençar un amuntegament d'objectes inútils o de poc valor econòmic:[10]

- Correu inservible, catàlegs vells, una gran quantitat de diaris vells.
- Coses que han rebut "gratis" o en "promoció".
- Equip de cuina inservible o desgastat.
- Quantitats excessives de llibres i material de lectura, així com cintes de vídeo i altre material.
- Qualsevol article que en la seva opinió podria reutilitzar-se o "servir per a fer manualitats".
- Roba en mal estat, que no pot utilitzar-se o que es podria regalar.
- Coses trencades l'ús de les quals clarament ha expirat i que poden considerar-se dignes de ser reciclades.
- Ampolles buides de plàstic, vidre, llaunes, paper usat i altre material "reciclable" que no es recicla.
- Col·leccions erràtiques o d'articles fets malbé.
- Grans quantitats de menjar i aliments no peribles però expirats.
- Grans quantitats d'articles nous, roba o sabates sense estrenar i amb etiquetes.

- Llar desbordada: la seva llar està plena de coses amuntegades fins al punt que algunes parts són inaccessibles i no es poden utilitzar per al seu propòsit. Per exemple:

- Llits en què no es pot dormir.
- Cuines que no es poden emprar per preparar-hi aliments.
- Taules i cadires que no poden usar-se per al seu propòsit.
- Cambres de bany insalubres o amb poca higiene.
- Tal quantitat de mascotes que s'apoderen d'espais usualment reservats per a les persones.

- Malaltia-angoixa: el seu amuntegament i desordre arriben a tal punt que pot causar malaltia, angoixa i/o deteriorament. Com a resultat:

- Eviten visites de famílies i amics perquè el desordre els avergonyeix o per evitar que els suggereixin canvis.
- Mantenen les cortines tancades per evitar que els altres vegin el desordre.
- Bloquegen portes o finestres amb els articles acumulats.
- S'enfronten sovint amb familiars o amics per raó del desordre o l'acumulació.
- S'arrisquen a quedar atrapats, si hi ha un incendi causat per la quantitat d'articles acumulats.
- Tensió i deteriorament emocionals notoris causats per l'acumulació.

## Casos d'estudi
El següent text és un extracte d'un cas pres d'una publicació sobre una síndrome d'acumulador compulsiu:
| « | La pacient, «D», vivia amb els seus dos fills d'11 i 14 anys i descrivia el seu comportament d'acumuladora compulsiva com «un petit problema» iniciat des de feia diversos anys juntament amb els seus problemes matrimonials. «D» va comentar que el seu pare havia estat acumulador també i que ella havia començat quan era nena ... El volum dels objectes amuntegats cobria prop del 70 per cent de l'espai del seu habitatge. Exceptuant el quarto de bany, cap de les habitacions de l'habitatge podria ser utilitzada per al que se suposava. Les dues portes cap a l'exterior estaven bloquejades, de manera que s'entrava a la casa pel garatge o per la cuina, en aquesta última la taula i les cadires estaven cobertes amb papers, diaris, comprovants de compres, llibres, bosses de patates fregides sense acabar i quaderns i papers escolars d'anys, dels seus fills. | » |

 El següent cas es pren d'una altra publicació sobre un altre pacient amb la síndrome d'acumulador compulsiu:
| « | Una dona de 79 anys va morir durant un incendi a la seva casa a Washington, D.C., després que els bombers no poguessin rescatar-la, en haver de lluitar contra les condicions de «rata empaquetada» en què vivia. Alguns dies després, 47 bombers de quatre ciutats van necessitar més de dues hores per controlar un incendi en una casa del sud de Califòrnia. Hi havia una quantitat tal d'objectes tallants que els va ser gairebé impossible entrar a la casa. | » |

## Subtipus i condicions relacionades

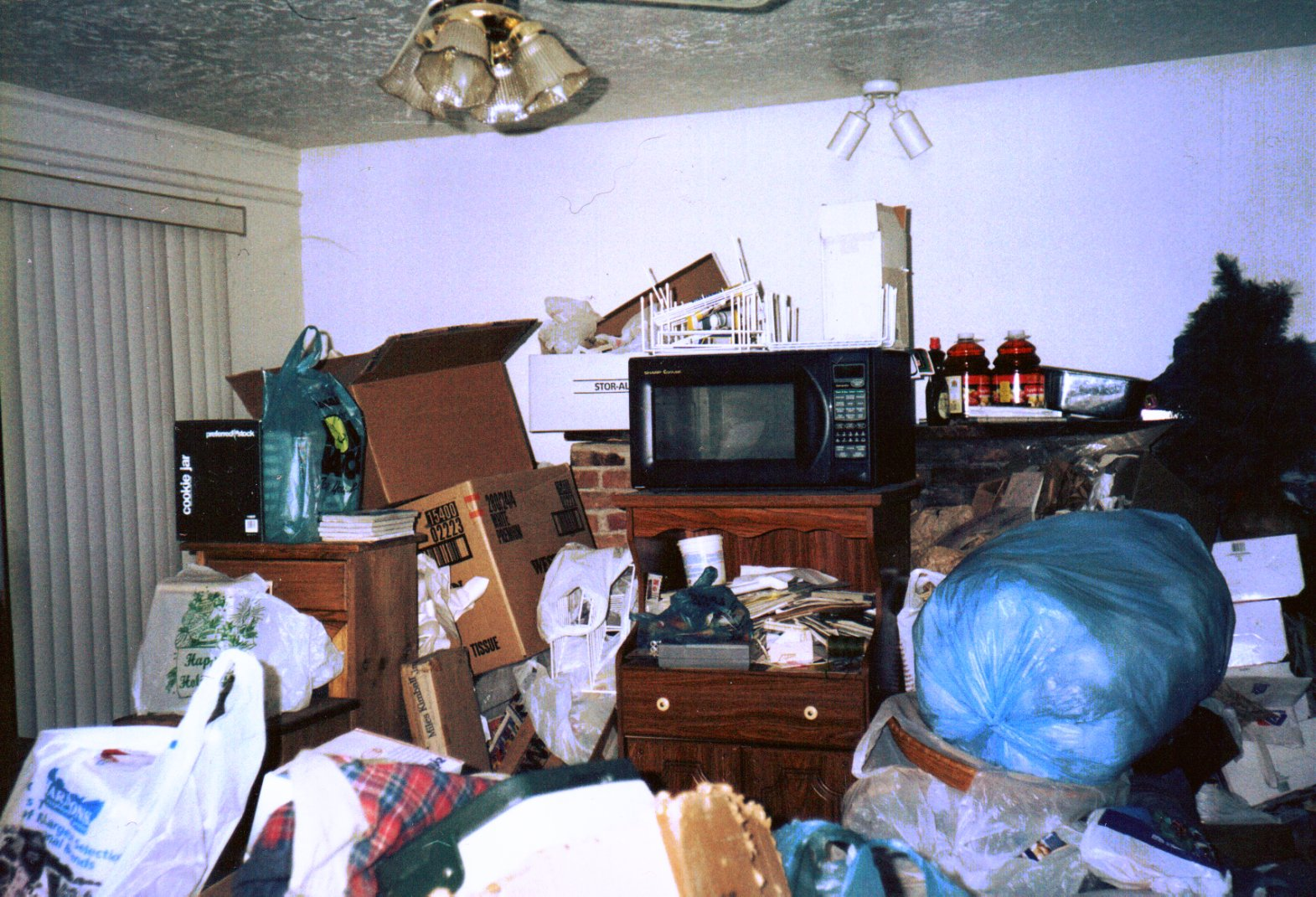
Sala d'un habitatge el 2001

### Acumulació de llibres
Bibliomania és un trastorn que involucra la col·lecció o l'acaparament de llibres fins a un punt que causa danys en les relacions socials i la salut. Atès que és un de diversos trastorns psicològics associats amb llibres —com la biblio-fagia o la biblio-cleptomania—, la blibliomania es caracteritza per la concentració de llibres que manquen d'ús per al col·leccionista i que tenen poc valor intrínsec per a col·leccionistes de llibres convencionals. Els símptomes freqüents de la bibliomania són la compra de múltiples còpies del mateix llibre i edició i l'acumulació de llibres més enllà de la capacitat possible d'ús.

### Acumulació d'animals
L'acumulació d'animals o síndrome de Noè involucra el fet de tenir un nombre major que l'usual d'animals com a mascotes, però sense tenir la capacitat d'encarregar-se’n adequadament i alhora negar aquesta incapacitat. L'acaparament compulsiu d'animals pot ser identificat com un símptoma d'un trastorn, no necessàriament de crueltat deliberada cap als animals. L'acumulador d'animals està fortament lligat a les seves mascotes i li és extremadament difícil deixar-les anar. No pot comprendre què les està danyant i, en no poder dispensar-los les cures adequades, per contra, tendeix a creure que les cuida molt bé. En alguns països hi ha associacions que proporcionen ajuda a aquests pacients per mantenir un nombre controlable i sa de mascotes. Juntament amb altres trastorns d'acaparament compulsiu, aquest està vinculat amb els trastorns obsessiu-compulsiu i de personalitat obsessiu-compulsiva. D'altra banda, l'acaparament d'animals —encara que es tinguin com a mascotes— pot estar relacionat amb una addicció, demència i fins i tot amb al·lucinacions.

## Tractament

### Intervencions psicofarmacològiques
Els trastorns obsessiu-compulsius han estat tractats amb diversos antidepressius: el grup d'antidepressius tricíclics clomipramina i les famílies dels ISRS, paroxetina, fluoxetina, fluvoxamina, sertralina i citalopram. Els símptomes de trastorns obsessiu-compulsius poden ser tractats amb els fàrmacs existents, però no poden ser guarits. Diversos d'aquests compostos (incloent-hi la paroxetina, esmentada per la FDA als Estats Units) han estat reeixidament provades en pacients acumuladors amb trastorn obsessiu-compulsiu.

### Intervencions terapèutiques
La teràpia de comportament cognitiu és un tractament comunament implementat per a pacients acumuladors compulsius. Aquesta modalitat de tractament usualment involucra mesures d'exposició i prevenció de la resposta a situacions que poden causar ansietat i reestructuració cognoscitiva de les idees relacionades amb l'acumulació. Diverses recerques han mostrat que certes teràpies són més efectives que unes altres. Les teràpies que s'enfoquen en la motivació del pacient, la seva organització, la reestructuració del desordre i l'acabament del desordre domèstic existent han mostrat resultats prometedors. Aquest tipus de teràpia requereix el tractament a casa juntament amb el terapeuta i que, si es combina amb activitats que el pacient realitza tot sol, pot proporcionar millors resultats. Cerques a Internet relacionades amb el tractament de comportament cognitiu mostren resultats prometedors.